# Canton de Savigny-le-Temple
Le canton de Savigny-le-Temple est une division administrative française, située dans le département de Seine-et-Marne et la région Île-de-France.
À la suite du redécoupage cantonal de 2014, les limites territoriales du canton sont remaniées. Le nombre de communes du canton passe de 3 à 6.

## Historique
Le canton de Savigny-le-Temple a été créée par le décret du 28 octobre 1975 à partir du canton de Melun-Nord. 
En 1991, il a lui-même été amputé de ses 5 communes méridionales, Cesson, Vert-Saint-Denis, Le Mée-sur-Seine, Boissise-la-Bertrand et Boissettes par décret du 27 février, avec la création du canton du Mée-sur-Seine.
Par décret du 18 février 2014, le nombre de cantons du département est divisé par deux, avec mise en application aux élections départementales de mars 2015. Le canton de Savigny-le-Temple est conservé et s'agrandit. Il passe de 3 à 6 communes, perdant les communes de Nandy et Seine-Port au profit du canton de Saint-Fargeau-Ponthierry, mais retrouvant les cinq communes méridionales perdues en 1991.

## Représentation

### Représentation avant 2015
| Période | Période          | Identité          | Étiquette | Qualité |
| ------- | ---------------- | ----------------- | --------- | --- |
| 1976    | 1985 (démission) | Jacques Roynette  | PS        | Principal de collège Maire de Vert-Saint-Denis (1971-1983) Président du Conseil Général (1979-1982) Nommé Haut-Commissaire en Nouvelle-Calédonie |
| 1985    | 1988             | Hervé Le Mouellic | RPR       | Chef d'entreprise |
| 1988    | 2015             | Jean-Louis Mouton | PS        | Cadre à la SNCF Maire de Savigny-le-Temple (1977-2011)                                                                                           |

| Candidat          | Parti | %       | Voix  |
| ----------------- | ----- | ------- | ----- |
| Jean-Louis Mouton | PS    | 60,01 % | 4 354 |
| Chantal Fouché    | RPR   | 39,99 % | 2 902 |

| Candidat          | Parti | %       | Voix  |
| ----------------- | ----- | ------- | ----- |
| Jean-Louis Mouton | PS    | 53,94 % | 3 663 |
| Jacques Baudhuin  | RPR   | 46,06 % | 3 128 |

### Représentation à partir de 2015
| Période élective | Période élective | Mandat | Mandat   | Identité           | Nuance | Nuance | Qualité |
| ---------------- | ---------------- | ------ | -------- | ------------------ | ------ | ------ | --- |
| 2015             | 2021             | 2015   | 2021     | Cathy Bissonnier   |        | DIV    | Assistante Sociale spécialisée enfance inadaptée Conseillère municipale de Savigny-le-Temple, adjointe au maire depuis juillet 2020 |
| 2015             | 2021             | 2015   | 2021     | Franck Vernin      |        | UDI    | Agent de voyages Maire du Mée-sur-Seine                                                                                             |
| 2021             | 2028             | 2021   | en cours | Éric Bareille      |        | PS     | Informaticien Maire de Vert-Saint-Denis                                                                                             |
| 2021             | 2028             | 2021   | en cours | Marie-Line Pichery |        | PS     | Enseignante Maire de Savigny-le-Temple                                                                                              |

### Résultats détaillés

#### Élections de mars 2015
À l'issue du 1er tour des élections départementales de 2015, deux binômes sont en ballottage : Jean-Pierre Guérin et Marie-Line Pichery (PS, 34,98 %) et Cathy Bissonnier et Franck Vernin (Union de la Droite, 32,24 %). Le taux de participation est de 42,34 % (17 547 votants sur 41 445 inscrits) contre 44,94 % au niveau départemental et 50,17 % au niveau national.
Au second tour, Cathy Bissonnier et Franck Vernin (Union de la Droite) sont élus avec 52,66 % des suffrages exprimés et un taux de participation de 41,29 % (8 318 voix pour 17 114 votants et 41 445 inscrits).
Cathy Bissonnier a rejoint la liste de la maire sortante socialiste pour les élections municipales de 2020. Elle a quitté LR et siège comme non-inscrite.

#### Élections de juin 2021
Le premier tour des élections départementales de 2021 est marqué par un très faible taux de participation (33,26 % au niveau national). Dans le canton de Savigny-le-Temple, ce taux de participation est de 24,81 % (10 552 votants sur 42 530 inscrits) contre 27,81 % au niveau départemental. À l'issue de ce premier tour, deux binômes sont en ballottage : Éric Bareille et Marie-Line Pichery (PS, 27,53 %) et Martine Demonchy et Alain Rouvellat (RN, 21,47 %).
Le second tour des élections est marqué une nouvelle fois par une abstention massive équivalente au premier tour. Les taux de participation sont de 34,36 % au niveau national, 30,02 % dans le département et 27,2 % dans le canton de Savigny-le-Temple. Éric Bareille et Marie-Line Pichery (PS) sont élus avec 67,97 % des suffrages exprimés (7 104 voix pour 11 569 votants et 42 540 inscrits),,. 

## Composition

### Composition de 1975 à 1992
Le canton de Savigny-le-Temple regroupait huit communes :
- Boissettes
- Boissise-la-Bertrand
- Cesson
- Le Mée-sur-Seine
- Nandy
- Savigny-le-Temple
- Seine-Port
- Vert-Saint-Denis

### Composition de 1992 à 2015
Le canton de Savigny-le-Temple regroupait trois communes.
| Nom                           | Code Insee | Codepostal | Superficie (km2) | Population (dernière pop. légale) | Densité (hab./km2) |
| ----------------------------- | ---------- | ---------- | ---------------- | --------------------------------- | ------------------ |
| Savigny-le-Temple (chef-lieu) | 77445      | 77176      | 11,97            | 29 555 (2012)                     | 2 469              |
| Nandy                         | 77326      | 77176      | 8,56             | 5 888 (2012)                      | 688                |
| Seine-Port                    | 77447      | 77240      | 8,53             | 1 927 (2012)                      | 226                |

### Composition à partir de 2015
Le canton de Savigny-le-Temple regroupe désormais six communes entières.
| Nom                                       | Code Insee | Intercommunalité      | Superficie (km2) | Population (dernière pop. légale) | Densité (hab./km2) | Modifier                                    |
| ----------------------------------------- | ---------- | --------------------- | ---------------- | --------------------------------- | ------------------ | ------------------------------------------- |
| Savigny-le-Temple (bureau centralisateur) | 77445      | CA Grand Paris Sud    | 11,97            | 30 630 (2022)                     | 2 559              | modifier les données · modifier les données |
| Boissettes                                | 77038      | CA Melun Val de Seine | 1,54             | 432 (2022)                        | 281                | modifier les données · modifier les données |
| Boissise-la-Bertrand                      | 77039      | CA Melun Val de Seine | 7,80             | 1 194 (2022)                      | 153                | modifier les données · modifier les données |
| Cesson                                    | 77067      | CA Grand Paris Sud    | 6,98             | 11 141 (2022)                     | 1 596              | modifier les données · modifier les données |
| Le Mée-sur-Seine                          | 77285      | CA Melun Val de Seine | 5,34             | 19 527 (2022)                     | 3 657              | modifier les données · modifier les données |
| Vert-Saint-Denis                          | 77495      | CA Grand Paris Sud    | 16,13            | 9 057 (2022)                      | 562                | modifier les données · modifier les données |
| Canton de Savigny-le-Temple               | 7720       |                       | 49,76            | 71 981 (2022)                     | 1 447              | modifier les données                        |

## Démographie

### Démographie avant 2015
| 1975  | 1990   | 1999   | 2006   | 2011   | 2012   |
| ----- | ------ | ------ | ------ | ------ | ------ |
| 4 339 | 25 634 | 30 252 | 32 967 | 36 885 | 37 370 |

### Démographie depuis 2015
En 2022, le canton comptait 71 981 habitants, en évolution de +2,62 % par rapport à 2016 (Seine-et-Marne : +3,92 %, France hors Mayotte : +2,11 %).
| 2013   | 2018   | 2022   |
| ------ | ------ | ------ |
| 69 104 | 70 915 | 71 981 |